# Вітер (фільм, 1926)
«Вітер» (інші назви: «Помилка Василя Гулявіна», «Отаманша Льолька») — радянський художній фільм 1926 року, знятий режисерами Чеславом Сабінським і Львом Шеффером на Держкіно (Москва).

## Сюжет
Екранізація однойменної повісті Бориса Лавреньова про командира полку Червоної Армії балтійського моряка Василя Гулявіна і його любові до отаманші Льольки.

## У ролях
- Микола Салтиков — Василь Гулявін
- Оксана Підлісна — Льолька, отаманша
- Н. Соколова — Аннушка
- Є. Надєлін — Михайло Строєв, начальник штаба
- Іван Бобров — начальник артилерії
- Олександр Антонов — матрос
- Олександр Тімонтаєв — матрос
- Володимир Уральський — матрос
- Сергій Антимонов — господар Аннушки
- Борис Шліхтінг — ад'ютант Льольки

## Знімальна група
- Режисери — Чеслав Сабінський, Лев Шеффер
- Сценаристи — Абрам Роом, Микола Салтиков
- Оператор — Василь Хватов
- Художники — Дмитро Колупаєв, Василь Рахальс